# Oramia littoralis
Oramia littoralis är en spindelart som beskrevs av Forster och Wilton 1973. Oramia littoralis ingår i släktet Oramia och familjen trattspindlar. Inga underarter finns listade i Catalogue of Life.